# 中國與葡語國家商貿合作服務平台綜合體
中國與葡語國家商貿合作服務平台綜合體（葡萄牙語：Complexo da Plataforma de Serviços para a Cooperação Comercial entre a China e os Países de Língua Portuguesa），另稱中國與葡語國家商貿合作服務平台綜合大樓，是位於澳門半島南灣湖C區15、16地段的建築，於2016年10月11日至12日舉行的中國－葡語國家經貿合作論壇舉行期間正式啟動，由時任中華人民共和國國務院總理李克強主禮。項目於2017年11月中旬正式動工，由土地工務運輸局与澳马建筑工程有限公司正式签署合同进行了工程委托。綜合體分為兩期工程，第一期工程包括會議廳、大堂等，而第二期工程包括辦公室和展覽館，其中第一期工程於2019年底完工。中葡綜合體分為兩棟建築物，總建築面積共約50,000平方米。

## 沿革
2016年10月3日，中國-葡語國家經貿合作論壇第五屆部長級會議（簡稱「中葡論壇」）即將舉行在即，澳門特別行政區政府宣佈國務院總理李克強來澳視察，並出席「中葡論壇」部長級會議。論壇包括舉辦中國與葡語國家商貿合作服務平台綜合體項目啟動儀式。
2016年10月11日，國務院總理李克強在中國－葡語國家經貿合作論壇第五屆部長級會議開幕式宣佈新一輪的十八項措施，將以更大力度推動中國與葡語國家在產能、發展、人文、海洋的合作，並深化澳門平台作用。當中提到五項措施是深化澳門平台作用，當中包括建設中葡商貿合作平台綜合體。李克強又形容中葡論壇是澳門的一座無形的「跨洋大橋」，中央全力支持澳門特區政府加快建設中國與葡語國家商貿合作服務平台，進一步建設好經貿合作會展中心、中小企業商貿服務中心、葡語國家商品集散中心。又提到該項目已啟動建設，會集商貿旅遊、經貿洽談、商品展示、文化展覽、資訊交流於一體，將成為雙方友好合作的新地標，希望其能成為中國和葡語國家合作平台的重要支撐。
2016年10月11日上午，中國與葡語國家商貿合作服務平台綜合體舉行啟動儀式，標誌着澳門邁向中國與葡語國家商貿合作服務平台建設的新台階。綜合體於“中國 ― 葡語國家經貿合作論壇第五屆部長級會議”期間正式啟動，揭牌儀式由國務院總理李克強主禮。第四任行政長官崔世安在儀式前發言，他表示，為加快實施中國與葡語國家商貿合作服務平台所構建的戰略目標，澳門特別行政區政府遂計劃建立該綜合體。
2017年2月16日，土地工務運輸局就中國與葡語國家商貿服務合作綜合大樓設計連建造工程進行開標，共收到12份標書。工程爭取在2017年下半年動工，最長施工期600工作天。其中綜合大樓將提供作為“中葡論壇”的舉辦場地，同時亦可用作中國大陸及論壇各與會國舉辦中葡平台相關活動，場地規劃包括設置葡語國家產品展示中心、中國與葡語國家企業服務中心、資訊中心、中國與葡語國家經貿關係及文化展覽館、中國與葡語國家培訓中心、澳門城市發展及建設展覽廳等功能。該工程以設計連建造方式進行，最大建築面積約50,000平方米。綜合大樓的設計以簡約、和諧及體現莊重為主。根據有關地段的規劃條件圖，C15地段最大可建高度約14米、C16地段最大可建高度約21.9米。預計設置兩層地庫停車場。
2017年2月20日，綜合大樓設計連建造工程完成第一輪開標。在收到的十二份標書中，九份被接納。三份標書不被接納，原因是競投者所提交的標書未能符合投標案卷及澄清公函的規定。在完成技術評分與設計評分後，將刋登公告以公佈第二輪公開開啟“造價”封套安排。
2017年3月27日，綜合大樓設計連建造工程公開招標第二輪公開開啟“造價”封套程序，因投標文件數量眾多、標書內容較具複雜性，第一階段及第二階段的評分仍在進行中，因此須更改第二輪的開標程序日期。
2017年6月1日，中葡合作發展基金總部正式落戶澳門，當時計劃待綜合體工程建成後遷入綜合體辦公樓內。
2017年8月22日，土地工務運輸局就中國與葡語國家商貿服務合作綜合大樓設計連建造工程完成第二輪開標。9份被接納的標書，造價介乎澳門元5.98億元至10.6億元，工程預計今年內開展，最長施工期600工作天。
2019年9月25日，由中國—葡語國家經貿合作論壇（澳門）常設秘書處主辦的第11屆「中國—葡語國家文化周」舉行新聞發布會。有記者問到綜合體的建設進度方面，中國與葡語國家經貿合作論壇常設秘書處輔助辦公室主任莫苑梨表示，預料綜合體首期工程於該年年底完工，工程主要涵蓋會議廳、綜合體大堂等，隨後將展開第二期工程，包括辦公大樓和展覽廳等；她又指目前相關工程進度符合預期。
2019年12月19日上午，中共中央總書記、中華人民共和國國家主席習近平在澳門特別行政區成立二十周年紀念之際來澳視察，在即將卸任的澳門特區行政長官崔世安陪同下，來到綜合體考察。習近平聽取綜合體及論壇情況介紹，察看平台建設成果展和葡語國家產品展示，肯定澳門回歸以來，扎實推進中國與葡語國家商貿合作服務平台建設取得的進展。習近平表示，建設中國與葡語國家商貿合作服務平台，是澳門發揮自身所長、服務國家所需的重要舉措。
2020年11月19日至12月6日，“第十二屆中國—葡語國家文化週”系列活動—“1+3”展覽於內綜合體舉行，“1+3”展覽是在中國與葡語國家商貿合作服務平台綜合體首個舉辦展覽。展覽包括中葡論壇成果展以及三個來自澳門本地、葡萄牙和東帝汶藝術家的作品展。
2021年4月14日，位於綜合體地庫一層的展覽館裝修工程進行公開招標，主要在綜合體地庫一層設置展覽館及多功能廳，以及其他樓層作倉庫等配套設施。工程項目包括將裝修綜合體地庫二層至一樓合共四層、面積約1.1萬平方米，用作展覽館、多功能廳、倉庫及後勤配套辦公室等。其中，約3,100平方米的展覽館設置包括中國與葡語國家經貿合作發展歷史的數碼展示區(時間廊)、葡語國家文化歷史生活展示區、中葡平台成果展覽區、中國與葡語國家企業服務及資訊中心、多功能活動室及實物展示區等。而約3,500平方米的多功能廳設置多個小型活動室，可以靈活分隔及合併使用，適合不同大小的活動需求。
2021年5月11日，“中葡綜合體展覽館裝修工程”進行公開開標，土地工務運輸局收到的29份競投標書全部均被接納，造價由1.05億澳門元至約1.53億澳門元不等，最長施工期150個工作天。工程主要在綜合體地庫一層設置展覽館及多功能廳，以及其他樓層作倉庫等配套設施。工程預計於該年第三季動工，預計可提供80個就業職位。
2021年7月7日，土地工務運輸局對“中國與葡語國家商貿合作服務平台綜合體辦公室裝修工程”公開招標，工程主要是裝修綜合體的辦公樓區域，最長施工期為150個工作天。是次工程將裝修綜合體全幢辦公樓，包括地面層電梯大堂及接待處、於一樓及二樓設置澳門貿易投資促進局及商會等機構的辦公室、三樓設置中國與葡語國家經貿合作論壇常設秘書處及其輔助辦公室等。總裝修面積約為7,850平方米。
2022年10月31日，澳門貿易投資促進局轄下會展發展及活動推廣廳、投資者服務廳及葡語市場經貿促進廳遷往綜合體辦公樓1至2樓繼續運作。
2022年11月14日，中國—葡語國家經貿合作論壇（澳門）常設秘書處及中國與葡語國家經貿合作論壇常設秘書處輔助辦公室正式遷入綜合體辦公樓3樓運作。
2022年11月21日，「中國與葡語國家商貿合作服務平台展示館」及「商匯館」正式對外開放。
2023年5月25日下午，國務院港澳事務辦公室主任夏寶龍考察中國與葡語國家商貿合作服務平台展示館、澳門產品展示中心，並與商界代表進行座談會。

## 設施
中國與葡語國家商貿合作服務平台綜合體落成後除為每屆“中國—葡語國家經貿合作論壇”提供會議場地外，內裡將設置葡語國家產品及食品展示中心、中國與葡語國家企業服務中心、培訓中心、資訊中心、中國與葡語國家經貿關係及文化展覽館、澳門城市發展及建設展覽廳等，並為建設“平台”及籌辦“論壇”的政府組織、機構以及中葡行業團體提供長期及臨時辦公場所。綜合體是集經貿交流、企業服務、會議展覽、文化展示、人才培訓、城市發展及建設展覽等元素於一體的標誌性建築，將成為澳門經貿、會展及文化交流活動場地，以一個綜合性的實體大樓向中國大陸、葡語國家及澳門本地的企業、居民及旅客提供一站式的服務和展示平台，進一步發揮澳門作為中葡商貿合作服務平台的作用。

## 大型會議、展覽及活動
- 2020年11月9日至11日：第一屆博鰲亞洲論壇國際科技與創新論壇大會[31][32]
- 2021年6月23日至7月15日：中國共產黨的100年——慶祝中國共產黨成立100周年大型主題圖片展[33]
- 2021年7月18日：中央廣播電視總台與澳門特別行政區政府深化戰略合作活動儀式[34]
- 2022年4月10日：中葡論壇部長級特別會議，於綜合體內設主會場[35]
- 2022年8月下旬至10月上旬：修訂《維護國家安全法》公開諮詢會[36]
- 2022年9月7日：中央人民政府2022年人民幣國債澳門發行儀式[37]
- 2022年12月1日：二十大精神宣講會[38]
- 2022年12月6日：前國家主席江澤民追悼大會[39]
- 2022年12月29日至2023年1月8日：“時代精神耀濠江”系列活動開幕儀式及百年中國科學家主題展[40]
- 2023年3月28日：中國—葡語國家經貿合作論壇（澳門）成立二十周年招待會[41]
- 2023年6月7日：貿易投資促進局及橫琴粵澳深度合作區經濟發展局共同舉辦的「澳琴·會展」品牌標誌發佈儀式[42]
- 2023年6月13日：「中國共產黨與中華民族偉大復興」主題講座，由國家行政學院分管日常工作的副院長謝春濤主講[43]。
- 2023年6月15日至7月29日：修改《行政長官選舉法》及 《澳門特別行政區立法會選舉法》公開咨詢咨詢會（合共八場，其中六場為特邀場次，另外兩場為公眾場次）[44]
- 2023年8月22日至9月5日：家國情懷宋慶齡生平展[45]
- 2023年9月13日：2023中葡及大灣區廣電視聽產業合作論壇[46]
- 2023年10月20日：中葡論壇（澳門）成立20周年高級別研討會暨中葡論壇（澳門）成立二十周年回顧展開幕式[47]
- 2023年10月20日至12月20日：於中葡綜合體澳門會展館舉辦中葡論壇（澳門）成立二十周年回顧展[48]
- 2024年4月21日至23日：中國—葡語國家經貿合作論壇（澳門）第六屆部長級會議[49]
- 2024年5月17日：新成就、新機遇、新作爲---慶祝澳門回歸祖國25周年對外法律事務研討會[50]
- 2024年5月29日至11月30日：澳門餐飲業智能升級方案展示會[51]
- 2024年8月28日： 《中共二十屆三中全會精神宣講會》[52]
- 2024年9月28日及10月13日：2024年澳門特別行政區行政長官選舉政綱宣講及答問大會、投票日舉行地點[53][54]

## 定期會議、展覽及活動
- 經濟發展委員會全體大會[55]
- 科技委員會全體會議[56]
- 珠澳合作會議[57]
- 中央人民政府駐澳門特別行政區聯絡辦公室新春酒會[58]
- 全民國家安全教育展：由2021年起每年4月15日「全民國家安全教育日」當天起舉行，展期為一個月[59][60]（2024年除外[61]）
- “中國—葡語國家文化週”系列活動
- 澳門立法會議員宣誓就職儀式：由2021年第七屆會期舉行前於綜合體內舉行[62]
- 中華人民共和國國慶大型酒會：與澳門回歸酒會一樣，由2020年起移師至綜合體內的會議廳舉行[63]。
- 澳门特别行政区成立周年紀念招待酒会[64][65]

## 鄰近地點
- 立法會大樓
- 中級及終審法院大樓
- 澳門旅遊塔

## 交通
M178 立法會前地
路線：9A、23、32

## 外部連結
- 中國與葡語國家經貿合作論壇常設秘書處輔助辦公室 （页面存档备份，存于）
- 中國與葡語國家商貿合作服務平台展示館 （页面存档备份，存于）